# Prąd Południoworównikowy
Prąd Południoworównikowy – ciepły prąd morski występujący na oceanach: Atlantyckim, Spokojnym i Indyjskim na półkuli płd. w okolicach równika; płynie ze wsch. na zach.; prędkość 1–3 km/godz.; temp. wody 25–28 °C; przy wschodnich krańcach Ameryki Płd., Afryki i Australii rozwidla się na pomniejsze ciepłe prądy (m.in. Brazylijski, Wschodniomadagaskarski i Wschodnioaustralijski).